# サンルイス (アリゾナ州)
サンルイス（San Luis）は、アメリカ合衆国アリゾナ州のユマ郡にある都市。人口は3万5257人（2020年）。アメリカ＝メキシコ国境に接している。

## 歴史
1930年、国境検問所の設置と同時に設立された。1979年に法人化した頃から物流や製造業の拠点として注目を集めるようになり、企業の事業所が増加した。2000年以降は産業用地を確保するため周辺の国勢調査指定地域を合併し市域を拡大した。

## 地理
市域の西側をコロラド川が流れる。河口に近いため標高は50メートル程であり、アリゾナ州で最も標高が低い自治体となっている。乾燥した地域にあるため、川の水は完全に干上がることがある。

## 交通
市内の幹線道路は国道95号線で、北に行くと郡庁のあるユマに通じている。南の国境を越えると「メキシコ国道2号線」に繋がる。

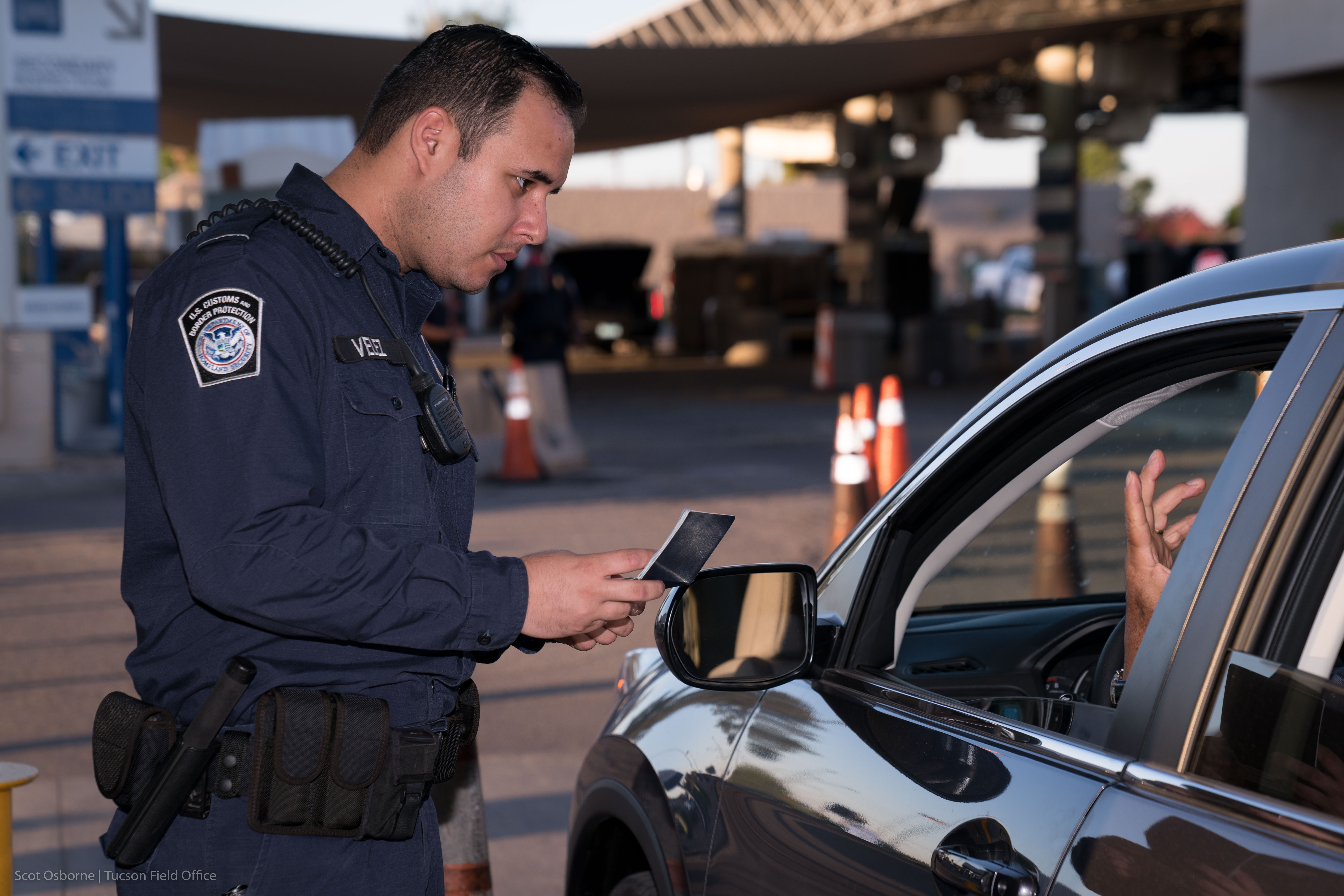
国境検問所の様子